# A spanyol nyelv története

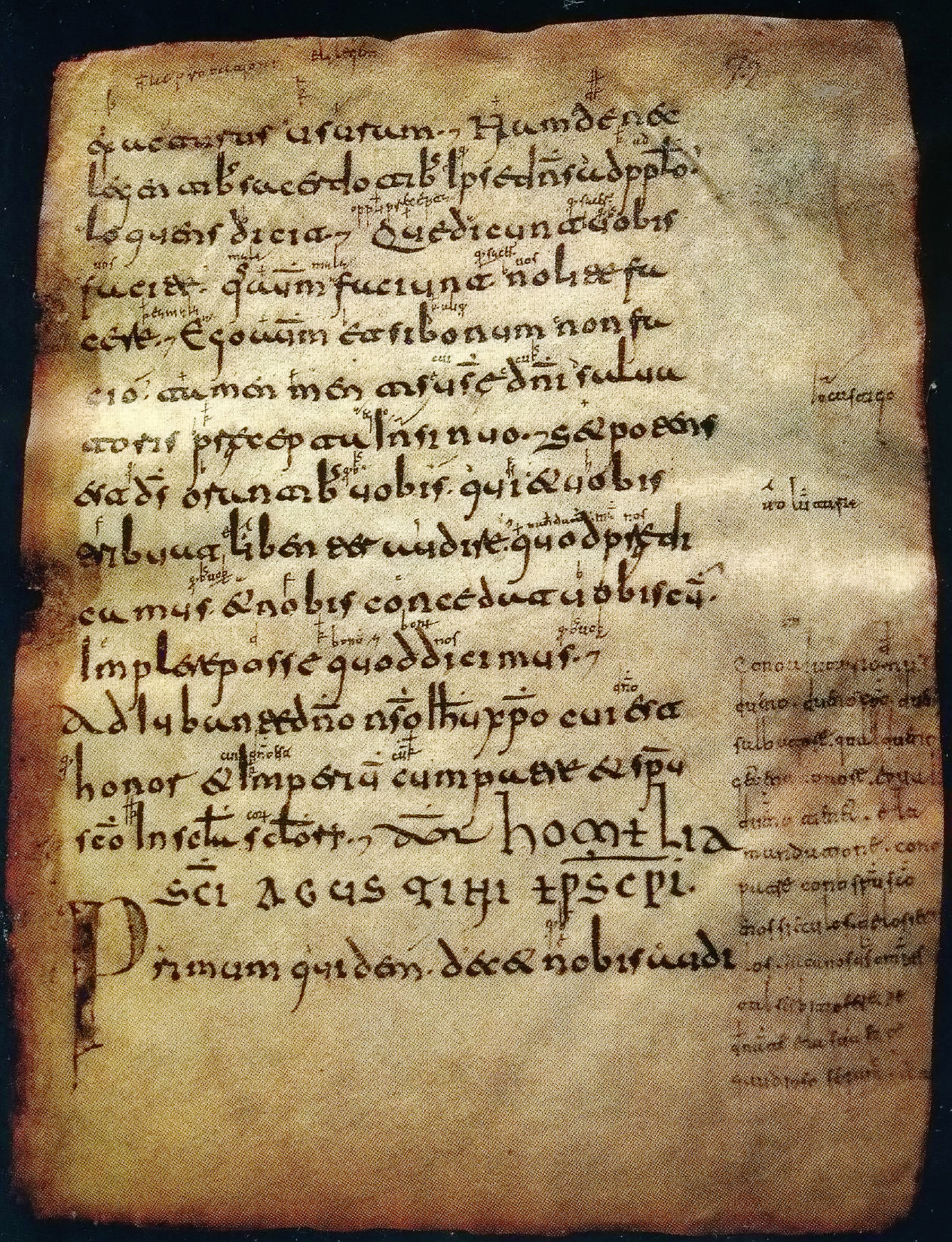
A San Millán-i kódex egyik oldalának reprodukciója, amelynek szélén az első összefüggő spanyol mondatokat találták a 10. századból

A spanyol nyelv a világ legelterjedtebb újlatin nyelve, ma több mint 400 millióan beszélik. A többi újlatin nyelvhez viszonyítva hangtani és alaktani szempontból közepes mértékben távolodott el a latintól; az újítások az alapszókincsben sem nagyobb mérvűek az átlagosnál. Történetének kezdete a Római Birodalom Hispania tartományának legészakibb részén, a középső területeken beszélt latin nyelvjárásokra vezethető vissza.
Feltételezések szerint egészen a 6. századig – tehát még a germán (nyugati gót) uralom alatt is – egységes latin nyelvet beszéltek a félsziget lakosai, a ránk maradt feliratokból és dokumentumokból ugyanis nem lehet egyértelműen arra következtetni, hogy már megindult volna a nyelvjárási tagolódás. A 8. század elején bekövetkezett muzulmán invázió vetett véget a latin nyelvi egységnek, amely a keresztény kultúra központjainak megszűnésével elkezdett nyelvjárásokra bomlani, és felgyorsultak a nyelv lappangó belső tendenciái. Így született a félsziget déli részén az ún. mozarab nyelv vagy újabban al-andalúsz-i román (az arabok al-Andalúsznak nevezték el a meghódított területeket), amely tulajdonképpen arabbal kevert vulgáris latin volt; a Reconquista következtében azonban kihalt. A félsziget északi részén is kialakultak nyelvjárások, amelyeket három nagy csoportra lehet osztani: nyugaton az asztur-leóni és – a legszélső területeken – a gallegoportugál vagy óportugál (amelyből később a sztenderd galiciai és a sztended portugál nyelvváltozatok születtek), keleten a navarrai–aragóniai, valamint a katalán, majd végül a középső – sokkal inkább népiesebb, a római kultúra által kevéssé érintett – területeken beszélt nyelvjárásokból a kasztíliai.
Ezzel vette kezdetét a spanyol nyelv története, amely három fejlődési szakaszra bontható: az óspanyol (ókasztíliai, középkori spanyol) korszakot az első írásos emlékek felbukkanásától a 15. század végéig számítjuk; az első nyelvtankönyv – Antonio de Nebrija: Grammatica, 1492 – megjelenésétől a 18. század elejéig beszélünk középspanyol vagy klasszikus korszakról, amelyre jellemző az irodalom felvirágzása (ezt az időszakot illetik a Siglos de Oro, azaz ’aranyszázadok’ névvel spanyolul; ekkor alkotott többek között Miguel de Cervantes, Francisco de Quevedo és mások), a hangtani–nyelvtani átalakulások és a sztenderdizálás, és végül az első akadémiai értelmező szótár («Diccionario de Autoridades») 1726-os kiadásától napjainkig számítjuk a modern spanyol nyelvet.

## Gyökerei

### A latintól a spanyolig
A mai spanyol irodalmi és köznyelv alapját képező kasztíliai nyelvjárás a történelmi Ó-Kasztília (Castilla la Vieja) területén beszélt vulgáris latin nyelvjárások folytatása. Pontos keletkezési helye a mai Kasztília és León autonóm közösség északi csücskére, vagyis a Kantábria, Baszkföld és La Rioja tartományok által határolt elszigetelt területekre tehető, ahol a feltételezések szerint erős ibér szubsztrátum által érintett vulgáris latint beszéltek, egy részük kétnyelvűségben a máig fennmaradt baszk nyelvvel (több nyelvész e hatásoknak tulajdonítja a spanyol viszonylag egyszerű hangrendszerét a többi újlatin nyelvéhez képest, illetve a latin szókezdő f- eltűnését; ezekről később részletesen is szólunk). E keletkező újlatin nyelvjárások a Reconquista utáni keresztény betelepítéssel és a népvándorlással fokozatosan délebbre kerültek, ahol összeolvadásukkal egy közös nyelv, ún. koiné alakult ki: lényegében ezt nevezzük kasztíliai nyelvjárásnak, amely később nemzeti nyelvvé fejlődik.
A kasztíliai, mint középső nyelvjáráscsoport, hangtanilag átmenetet alkot a keleti és nyugati nyelvjáráscsoportok között, amelyet bizonyos tulajdonságok tekintetében ingadozás jellemez (például a szóvégi -e megtartása vagy elvesztése, a latin rövid o diftongálása vagy megőrzése, stb.). A nyelvjárások között természetesen nem húzható éles határ, mivel azok dialektuskontinuumot alkotnak, diakrón (a latinra nézve) és szinkrón (egymáshoz viszonyítva) szempontból is. E nyelvjárásokat beszélő – többségében műveletlen, írástudatlan – lakosság nem volt tisztában azzal, hogy milyen nyelvjárást beszélt, sőt, annak sem voltak tudatában, hogy már nem latinul beszéltek. A hivatalosan használt írott nyelv ugyanis mindenkor a latin volt, a latin szövegek közé pedig a középkori szövegmásolók (scriptorok) jegyzeteket készítettek, amelyekkel a latin szavak értelmezését, nyelvtani szabályokat, stb. magyaráztak el tanító jelleggel a nép által beszélt és értett latinul, vagyis már a kialakulóban lévő újlatin nyelveken. (Ezeket összefoglalva glosszáknak nevezzük, a következőkben foglalkozunk velük részletesebben.)
A latin nyelv egyes korszakai és a spanyol közötti átmenetet szemlélteti a következő tréfás mondat (1) aranykori latinsággal, (2) vulgáris latinul, (3) kései vulgáris latinul, valamint (4) spanyolul és (5) magyar fordításban:

1. Filia domini tui omni nocte temptat facere librum plenum statuarum cum decem capitibus.
2. Illa filia de tuo domino temptat cata nocte facere unum librum plenum de statuis cum decem capitibus.
3. Illa filia de tuo domino tentat cata nocte facer uno libro pleno de statuas com dece capitias.
4. La hija de tu dueño intenta cada noche hacer un libro lleno de estatuas con diez cabezas.
5. „A gazdád lánya minden este megpróbál egy tízfejű szobrokkal teli könyvet készíteni.”

### A paleohispán szubsztrátum

A spanyol nyelv fejlődésére – mint általában minden nyelv esetében – különböző idegen nyelvek is hatottak. Az első réteget természetesen az Ibériai-félsziget őslakosságának eredeti – indoeurópai (kelta, luzitán), illetve nem indoeurópai (baszk, ibér, tartesszoszi stb.) – nyelvei alkotják (ún. paleohispániai szubsztrátum), amelyek a római hódítók érkezésétől kezdve folyamatos kölcsönhatásban voltak a latinnal. A Római Birodalom felbomlása után gótok foglalták el a félszigetet, így a germán nyelvek, majd a arab megszállással kezdődően az arab nyelv hatásával kell számolni.
Ezek a nyelvek minden kétséget kizáróan főként a szókincsben hagytak mély nyomokat (a legnépesebb réteget az arab jövevényszók alkotják). A hangtani hatások közül a latin szókezdő F- hang h-vá alakulását (majd eltűnését) érdemes megemlíteni, amelyről hagyományosan úgy vélik, hogy valamely nem indoeurópai – nevezetesen a baszk vagy talán azzal rokon – nyelv hatásának tudható be, azonban ez és még néhány hangtani változás okai mindmáig vita tárgyát képezik, mivel az őshonos nyelvekről rendelkezésre álló kevés számú dokumentum miatt nem bizonyíthatóak.

### Az első írásos nyomok
A spanyol – és általában az újlatin nyelvek – első írásos emlékeiről szólni alapvetően több problémát is felvet. Elsőként, a latin és valamely újlatin nyelvjárás közötti átmenet diakrón szempontból folyamatos volt, vagyis szigorúan véve nem lehet az időben sehol szakadásról beszélni és meghúzni egy vonalat, amelytől kezdve spanyolt mondunk, és előtte latint. A második problémát az okozza, hogy ha már konvencionálisan mégis meg kell húznunk a határt, akkor hol tegyük. Sokszor ugyanis nehéz eldönteni, hogy például egy 10. századi latin dokumentum, amely látszólag már spanyol szavakat (is) tartalmaz és mondattanilag már az újlatin nyelvekre jellemző formában íródott, az valójában latin-e még. (Vulgáris latin spanyol szavakkal? Vagy kezdetleges újlatin nyelvjárás? Vagy már régi spanyol nyelv?) A következő kérdés, ha például az első írásos emlékeknek nevezett dokumentumokat a 10. századra tesszük, akkor azok milyen nyelvjárásban íródtak? Az alakuló nyelvjáráscsoportok között ugyanis szintén nem lehet egyértelmű határvonalat húzni. Mindennek ellenére az alábbiakban megpróbáljuk vázolni, hogy milyen konkrét dokumentumokat tekintenek a később spanyol nyelvnek nevezett újlatin dialektusok első emlékeinek.

#### A „glosszák”

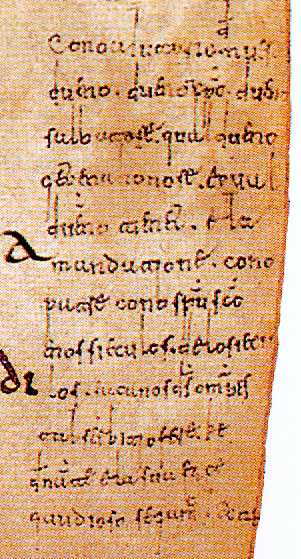
Az eredeti szöveg másolata

Az első spanyol nyelvemlékeknek hagyományosan az Ó-Kasztília területén (a mai La Rioja, illetve Kasztília és León autonóm közösségek) lévő San Millán de la Cogolla, valamint Santo Domingo de Silos kolostoraiban talált, feltehetően a 10. század közepéről származó ún. „glosszákat” (Glosas Emilianenses és Glosas Silenses) tekintik, amelyek latin szövegek közé írt jegyzetek voltak a nép nyelvén (lásd az előzőekben leírtakat). Itt található az első teljes mondat, amely egy ima volt. A glosszák ezen kívül baszk nyelvű szövegeket is tartalmaztak, ami arra enged következtetni, hogy La Rioja területén akkor még baszkok is éltek (ez egyúttal az első tanúbizonysága a baszk nyelv létezésének). A glosszákban található összefüggő szöveg:

Cono ajutorio de nuestro dueno, dueno Christo, dueno Salbatore, qual dueno get ena honore, e qual dueno tienet ela mandatjone cono Patre, cono Spiritu Sancto enos sieculos delo sieculos. Facanos Deus omnipotes tal serbitjo fere ke denante ela sua face gaudioso segamus. Amen.

Fordítása mai spanyol nyelvre:

Con la ayuda de nuestro Señor Don Cristo, Don Salvador, Señor que está en el honor y Señor que tiene el mandato con el Padre, con el Espíritu Santo en los siglos de los siglos. Háganos Dios Omnipotente hacer tal servicio que delante de su faz gozosos seamos. Amén.

A glosszák szövegének nyelvjárása nem teljesen egyértelmű. Máig vita tárgyát képezi, hogy milyen nyelvjárásban íródtak, ugyanis aragóniai, kasztíliai, navarrai, La Rioja-i nyelvjárási elemeket is tartalmaznak. A problémát nehezíti, hogy – mint már az előző részben említettük – a nyelvjárások között nem volt éles határ húzható (még ma sem okozna különösebb problémát a kölcsönös érthetőség a kasztíliai és az aragóniai között). Mindazonáltal, a legnagyobb spanyol nyelvészek (Ramón Menéndez Pidal, Rafael Lapesa és Manuel Alvar) úgy vélik, egy koinéről van szó, amely egyesíti a kasztíliai, La Rioja-i, aragóniai, illetve a navarrai nyelvjárás elemeit.

#### A valpuestai okiratok(Cartularios de Valpuesta)
A Burgos provinciában lévő Valpuesta nevű kis faluban talált okiratok, amelyek közül a legrégebbiek a 9. század első feléből származnak, kutatások szerint már a kasztíliai nyelvjárás elemeit tartalmazó vulgáris latin nyelvezetben íródtak. Ezek különböző kéziratmásolatok a korona levéltárából, püspökségekről, kolostorokból, és adományokról, perekről, kereskedelemről és egyéb szerződésekről szóló szövegeket tartalmaznak. Az alábbi kivonat egy 844-ben készült dokumentumból származik:

…in loco que vocitant Elzeto cum fueros de totas nostras absque aliquis vis causa, id est, de illa costegera de Valle Conposita usque ad illa vinea de Val Sorazanes et deinde ad illo plano de Elzeto et ad Sancta Maria de Vallelio usque ad illa senra de Pobalias, absque mea portione, ubi potuerimus invenire, et de illas custodias, de illas vineas de alios omnes que sunt de alios locos, et omnes que sunt nominatos de Elzeto, senites et iubines, viriis atque feminis, posuimus inter nos fuero que nos fratres poniamus custodiero de Sancta Maria de Valle Conpossita…

Mai spanyol nyelven:

…en el lugar que llaman Elicedo con fueros de todas las nuestras excepto alguna causa de fuerza, esto es, de la costera de Valpuesta hasta la viña de Val Sorazanes y de allí al llano de Elicedo y a Santa María de Vallejo hasta la sierra de Pobalias, excepto mi parte, donde habremos podido encontrar, y de los puestos de guardia, de las viñas de otros hombres que son de otros lugares y hombres que llaman de Elicedo, viejos y jóvenes, varones y hembras, hemos puesto entre nosotros fuero que nosotros hermanos pongamos guardián de Santa María de Valpuesta…

#### Az első irodalmi mű: a „Cid”

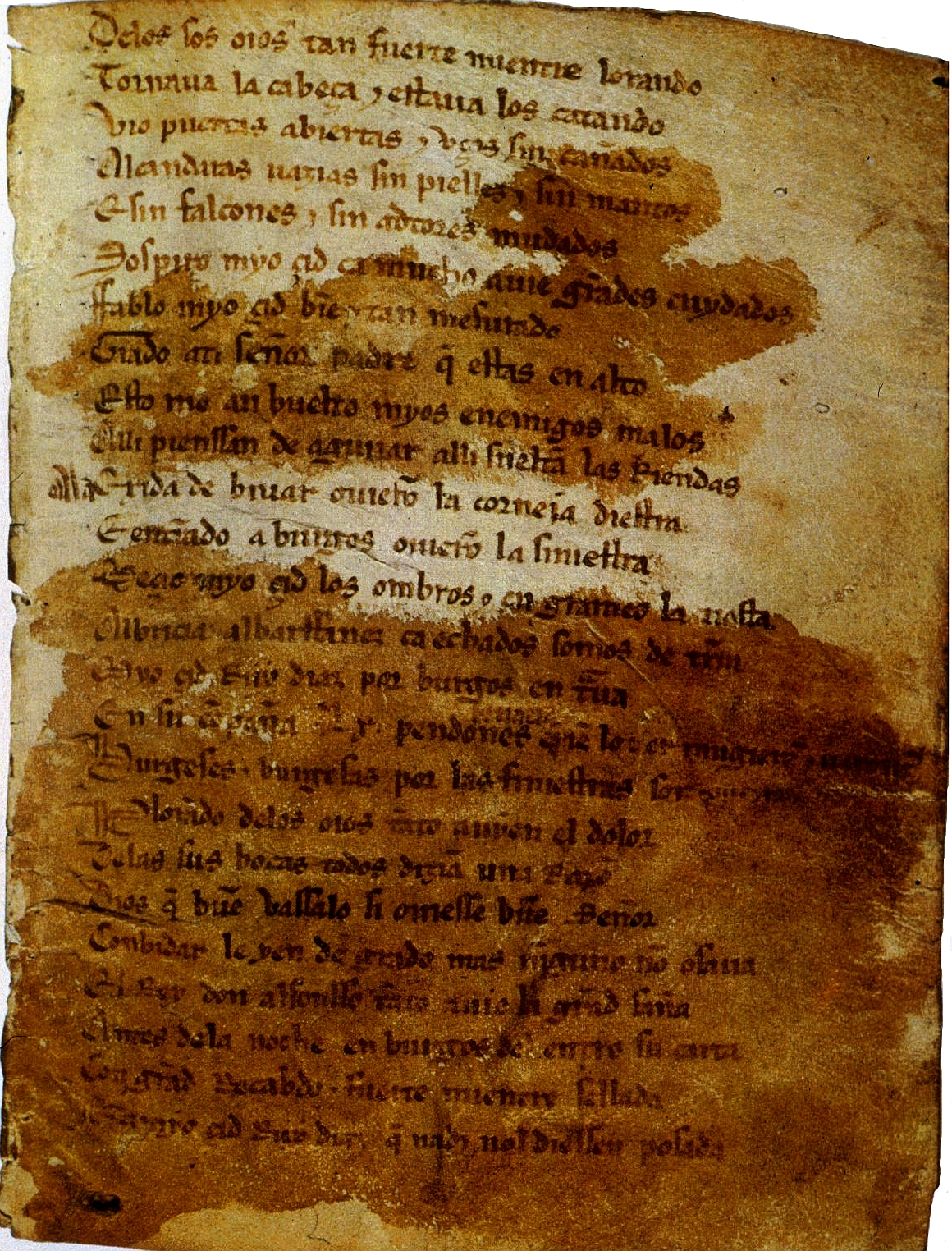
A szöveg kéziratának reprodukciója

Bár a 9. századtól kezdve léteznek elszórt spanyol nyelvemlékek, az első összefüggő szöveg, amely valóban a mai nyelv alapját képező kasztíliai nyelvjárásban íródott, a 12. század végén keletkezett Cantar de Mio Cid vagy Poema del Cid néven ismert eposz, amely Rodrigo Díaz de Vivar, más néven El Cid (az arab szíd „úr” szóból), egy arabok ellen harcoló kasztíliai lovag történetét meséli el.
De los sos ojos tan fuertemientre llorando,
tornava la cabeça e estávalos catando;
vio puertas abiertas e uços sin cañados,
alcándaras vazías, sin pielles e sin mantos
e sin falcones e sin adtores mudados.

## Hangtan

### A legjellemzőbb vonások
A mai modern spanyol fonetikai sajátosságai alapvetően kétlépcsős fejlődés eredményeképpen alakultak ki, e két szakasz közötti határ a 16. században húzható meg.

#### A fonetikai fejlődés első szakasza (8–15. század)
- A latin Æ és a nyílt (rövid) Ĕ, valamint a nyílt (rövid) Ŏ a spanyolban ie, illetve ue kettőshangzókká alakultak: latin TERRA > spanyol tierra (föld), lat. CÆLUM > sp. cielo (ég), lat. PORTA > sp. puerta (ajtó), lat. NOVEM > sp. nueve (kilenc). (Hasonló változás az olasz nyelvben: NOVUS > nuovo, DECEM > dieci stb.) A kettőshangzók kialakulásának oka, a beszélők elkezdték „eltúlozni” a nyílt e és o kiejtését, hogy jól megkülönböztethetőek legyenek zárt párjaiktól. A változás menete a következő lehetett: [oɔ] > [uo] > [wə] > [we]. Kezdetben nem tudatosult a beszélőben, hogy az egyszerű magánhangzó helyett kettőshangzót ejt (csupán ejtésváltozatnak volt felfogható, melynek révén enyhe különbséggel artikulálták a magánhangzó elejét és végét), egészen addig, amíg ez írásban meg nem jelent. Amikor a változást a helyesírás is jelölni kezdte, az ue és ie kapcsolatot választották, így tudatosan is két hanggá vált az eredetileg egyszerű magánhangzó. Ezzel magyarázható, hogy a spanyolban mindössze öt magánhangzó-fonéma van /a, e, i, o, u/ (bár egyes nyelvészek mint például Alarcos Llorach[6] a baszk nyelv szubsztrátum-hatásának tulajdonítják, mivel ebben a nyelvben szintén csak öt magánhangzó létezik, szemben a többi iberoromán nyelvvel, ahol a nyílt e és o magánhangzók fonológiai megkülönböztető szereppel bírnak zártabb párjaikkal szemben).
- A latin szókezdő CL- és PL- csoportok ll- [ʎ] hanggá alakultak: lat. CLAMARE > sp. llamar (hívni), lat. PLORARE > sp. llorar (sírni). (Hasonló változás az olaszban: CLAMARE > chiamare [kja-], PLUS > più stb.). Az átalakulás valószínűleg két lépcsőben ment végbe: először az L- szókezdő zárhang után palatalizálódott (vö. olasz chiamare), majd a zárhang elveszett. Bizonyos feltételezések szerint már a klasszikus latin korszakban palatalizáltan ejthették a CL-, PL- csoportok L- hangját.
- A latin szóközi -CT- és -LT- csoportokból -ch- [t͡ʃ] (a magyar cs-hez hasonló) hang lett: lat. NOCTEM > sp. noche (éjjel), lat. MULTUS > sp. mucho (sok, nagyon). (Hasonló változás az olaszban: NOCTEM > notte stb.) E változások, vagyis az ún. művelt latin mássalhangzócsoportok leegyszerűsödése összromán folyamat, vagyis minden újlatin nyelvben végbement, különböző eredményekkel – így például az olasz nyelv szóközi helyzetben a hasonulást (például FACTU > fatto) szó elején az l félhangzóvá alakulását (a zárhang megtartásával: CLAMARE > chiamare [kjaˈmaːre]), míg a nyugati újlatin nyelvek a különféle palatalizációs feloldásokat választották (például lat. DICTU [ˈdiktu] > sp. *[ˈdijto > ˈditjo] > dicho [ˈdit͡ʃo], lat. CLAMARE *[kʎaˈmaːre] > sp. llamar [ʎaˈmar]).
- A latin szókezdő F- először – bizonyos fonológiai helyzetekben – [h]-vá alakult, majd a kiejtésben a sztenderd nyelvváltozatokban a 16. századra eltűnt: lat. FERRUM > sp. hierro (vas). E változás okait tekintve nincs egyetértés, és máig heves viták folynak a különböző nyelvészek között. Egyesek szerint (és talán ez a legáltalánosabban elfogadott nézet) valamely preromán – nevezetesen a baszk – nyelv szubsztrátumhatásának eredménye, mivel ebben a nyelvben nem létezett az [f] hang (ugyanez a változás ment végbe a szintén eredetileg baszk vagy azzal rokon nyelvterületen keletkezett gascogne-i okcitán nyelvjárásban). Ugyanakkor az sem bizonyított, hogy létezett-e [h] hang az őslakosok nyelvében, és hogy az [f]-et valóban nem tudták-e kiejteni. Más nyelvészek éppen egy konzervatív vonásnak tulajdonítják a változást, miszerint a latin f valójában nem labiodentális ejtésű volt, hanem egy labiális h-nak [φ] felelt meg, abból kiindulva, hogy latinban [v] sem létezett, így az [f] mint egyetlen labiodentális réshang nem illeszkedett volna a latin hangrendszerbe. Szintén a baszk szubsztrátum ellen szól, hogy a latinság más területein is előfordult ez a változás (például bizonyos olaszországi, szárd, illetve a meglenoromán nyelvváltozatban), amelyek viszont igen távol voltak a baszkok és egyéb prepromán népek által lakott területektől.[7] A jelenség okára tehát máig nincs kielégítő és minden kétséget kizáróan bizonyítható magyarázat. (Részletes leírás „F–h” hangváltozás a spanyol nyelvben című szócikkben olvasható.)
- A magánhangzók közötti /p, t, k/ hasonult a fonológiai környezetéhez, vagyis zöngésült > /b, d, g/, az eredeti /d, g/ pedig bizonyos esetekben eltűnt (ezt a jelenséget lenícióként is szokták említeni): lat. VITA > sp. vida (élet), lat. CREDERE > sp. creer (hinni). (Hasonló változások az olaszban: QUIRITARE > gridare – viszont sp. gritar – SECRETUM > segreto – viszont sp. secreto – ÆQUALIS > uguale, sp. igual stb. A franciában e folyamat sokkal intenzívebb volt, ti. a zöngétlen zárhangok is eltűntek: lat. VITA > fr. vie, lat. AQUA > eau [o] – sp. agua.) E hangváltozást sokan kelta szubsztrátumnak vélik, ugyanakkor ennek ellentmond, hogy olyan újlatin nyelvű területeken is bekövetkezett, ahol nem éltek kelta népek.[8]
- A betacizmus, valamint a szókezdő r- hosszú ejtése kezdettől fogva jellemző volt, nemcsak a spanyolra, hanem az összes többi iberoromán nyelvre, következésképpen már az 5. században beszélt hispániai latinra visszavezethető. Valódi okait nem tudni, csupán feltételezések vannak, amelyeket azonban szintén nehéz bizonyítani. Tény, hogy sem a latinban, sem – a jelenlegi ismereteink szerint – egyik hispániai preromán nyelvben sem létezett [v] hang, de [b] igen; az pedig egyértelműnek tűnik a ránk maradt emlékekből, hogy az ibér nyelvben az [r] nem állhatott szókezdő helyzetben, ahogy a baszkban sem. Azonban, míg a baszk ezt a problémát egy magánhangzó betoldásával oldotta meg a latin kölcsönszavakban (például lat. REGEM > baszk errege), az ibérről nem tudni ugyanezt. Egyes feltételezések szerint az r- jellegzetes ejtése dél-itáliai szubsztrátum következménye a latinban, amelyet a római hódítók Hispániába vittek (Lapesa, 1981[9]
- A nyugati újlatin nyelvekre jellemző szóvégi magánhangzó-lekopás a spanyolban legfőképpen a szóvégi -e-t érintette a másodéles -CE (> -z), -LE, -NE, -RE, -SE, -TE végű (vulgáris) latin szavakban: lat. PACE > sp. paz (de tsz. paces), lat. NATALE > sp. natal, lat. CANTIONE > canción, lat. CANTARE > cantar, lat. MENSE > sp. mes, lat. CANTATE > sp. *(cantade >) cantad stb.
- A latinban harmadéles szavak utolsó előtti szótagjában lévő rövid magánhangzó – az -A- kivételével – kiesett, így ezek a szavak a spanyolban másodélessé váltak, később bizonyos mássalhangzó-változásokat (hasonulás, elkülönülés stb.) okozva az újonnan egymás mellé került mássalhangzókból keletkezett nehezen kiejthető kapcsolatok feloldására: például lat. ANIMA [ˈanima] > *[ˈanma] > sp. alma, lat. HOMINEM [ˈomine] > óspanyol omne, sp. hombre (< *[ˈomre]), lat. *MAIORATICO [maʝoˈratiko] > óspanyol mayoradgo > sp. mayorazgo, stb.

#### A fonetikai fejlődés második szakasza (16–17. század)
A középkori spanyolban (8–15. század) az alábbi három pár mássalhangzó-fonéma létezett zöngés-zöngétlen párosításban (valamennyiük ma is megtalálható más újlatin nyelvekben):
1. /ʃ/ és /ʒ/ (írásban x és g(+e, i) vagy j),
2. /s/ és /z/ (írásban s, ss és – magánhangzók között – s),[10] valamint
3. /t͡s/ és /d͡z/ (írásban ç és z).

A 16-17. században azonban egy, alapvetően a fenti hangokat érintő mássalhangzó-változás (reajuste consonántico) ment végbe, amelynek eredményeképpen:
1. eltűnt a zöngés–zöngétlen megkülönböztetés a zöngétlen hangok javára;
2. a dentális affrikáta /t͡s/ először frikativizálódott, majd Észak-Spanyolországban /θ/ hanggá vált, Délen pedig egybeolvadt az /s/ fonémába;
3. a prepalatális réshang /ʃ/ velarizálódott és /x/ lett belőle.

Ezen átalakulások lezajlásával jött létre gyakorlatilag a modern spanyol nyelv, amely máig sem változott sokat.

#### A hangtani változások okai
A nyelv fonetikai fejlődése természetes folyamat, amelynek többféle oka lehet: kölcsönhatás más nyelvekkel (lásd: szubsztrátum, adsztrátum és szupersztrátum), éghajlat stb.; de lehet csupán belső oka is, amely a beszélők egyszerűsítési szándékával magyarázható. A hangváltozásoknak azonban rendszerint nem csupán egyetlen okuk van, hanem számtalan belső és külső körülmény együttes hatására vezethetőek vissza. A beszédhangok általában a hozzájuk közelebb eső (vagyis akusztikailag hasonló) hangokká alakulnak át (például f > h > Ø; b > β; w > b/β; stb.). Általában azok a fonémák tűnnek el, amelyeknek a jelentésmegkülönböztető szerepe csekély, azaz csak elhanyagolható esetben, vagy egyáltalán nem okozna félreérthetőséget fonológiai szempontból az adott hang hiánya (és egy gyakoribbal történő helyettesítése). Valószínűleg ez lehetett az oka az óspanyolban meglévő zöngés sziszegőhangok eltűnésének a zöngétlen javára, miközben a jelentésmegkülönböztetés szempontjából fontos hangok megmaradtak, esetleg még jobban eltávolodtak egymástól. Például nem volt lényeges észrevehető különbség az /ʃ/ és az /s/ között (az utóbbira is az enyhén palatális – apikoalveoláris – ejtés volt jellemző), valószínűleg ez okozta az /ʃ/ eltávolodását és velarizálódását – /x/ – a fonológiai megkülönböztetés fenntartása érdekében (az /ʃ/ és a /x/ fonéma képzési módja teljesen azonos, a képzés helye igen közeli, a különbség csupán abban van, hogy a /x/ hangot a nyelv hátsó részével képezzük). Ilyen jellegű átalakulások más újlatin nyelvekben is végbementek (vö. a spanyol /r/ és a francia, illetve portugál raccsoló /ʀ/ hangot), sőt, túlmutatnak az újlatin nyelveken: hasonló változások történtek a germán nyelvekben és a görög nyelvben is. Összességében elmondható, hogy tulajdonképpen általános jellegű fonetikai változásokról van szó, amelyek nem feltételeznek nyelvrokonságot sem.

### Részletes hangmegfelelések
Az előző részben áttekintést adtunk a spanyol nyelv fonetikai fejlődéséről és jellegzetességeiről. Az alábbi táblázatok részleteiben ismertetik a (vulgáris) latin nyelvállapotok és a spanyol közötti hangmegfeleléseket. Ahol szükséges, ott a szemléletesség kedvéért a hangállapot fejlődését is jelöltük (például [z > s]). A nem egyértelmű esetekben a hang IPA szerinti fonetikai jeleit (is) használtuk (a ∅ néma vagy kiveszett hangot jelöl). A táblázatok csak az alapvető eseteket mutatják, a leírt hangváltozások természetesen nem mentek végbe – vagy zajlottak ugyanúgy – minden esetben, hiszen számos egyéb körülményt kellene vizsgálni (az átvétel ideje, módja, művelt vagy félművelt szóhasználat, stb.).

#### Magánhangzórendszer
A klasszikus latinban 5 pár magánhangzó volt, hosszú–rövid fonológiai megkülönböztetéssel (Ā–Ă Ē–Ĕ Ī–Ĭ Ō–Ŏ Ū–Ŭ), illetve – az újlatin nyelvi fejlődés szempontjából lényeges – három kettőshangzó (Æ Œ és AU, kezdetben mindhárom valódi kettőshangzó volt). E klasszikus fonológiai szembenállás már a kései latin köznyelvben eltűnt, s az újlatin nyelvekben – így a spanyolban is – a mennyiségit minőségi megkülönböztetés váltotta fel, mint azt az alábbi táblázat szemlélteti.
| Magánhangzók                                | Magánhangzók                                | Ā    | Ă   | Ē    | Ĕ   | Ī    | Ĭ   | Ō    | Ŏ   | Ū    | Ŭ   | Æ    | AU   | Œ    |
| ------------------------------------------- | ------------------------------------------- | ---- | --- | ---- | --- | ---- | --- | ---- | --- | ---- | --- | ---- | ---- | ---- |
| klasszikus kori latin ejtés                 | klasszikus kori latin ejtés                 | [aː] | [a] | [eː] | [ɛ] | [iː] | [ɪ] | [oː] | [ɔ] | [uː] | [ʊ] | [aj] | [aw] | [oj] |
| köznyelvi latin ejtés hangsúlyos helyzetben | köznyelvi latin ejtés hangsúlyos helyzetben | [a]  | [a] | [e]  | [ɛ] | [i]  | [e] | [o]  | [ɔ] | [u]  | [o] | [ɛ]  | [ɔ]  | [e]  |
| spanyol megfelelő hangsúlyos helyzetben     | spanyol megfelelő hangsúlyos helyzetben     | a    | a   | e    | ie  | i    | e   | o    | ue  | u    | o/u | ie   | o    | e    |
| köznyelvi és spanyol ejtése hangsúlytalanul | köznyelvi és spanyol ejtése hangsúlytalanul | a    | a   | e    | e   | i    | e   | o    | o   | u    | o   | e    | o    | e    |

Amint a táblázatból jól látható, a magánhangzó-rendszer átalakulásában nagy szerepe volt a hangsúlynak: a hangsúlyos magánhangzók másképp fejlődtek, mint a hangsúlytalanok. Természetesen, ahogy már említettük, e változások csak tendencia jellegűek, és nem érvényesíthetőek általánosan a nyelv minden egyes szavára (még annyira sem, mint a mássalhangzók esetében). A magánhangzók alakulását számtalan egyéb tényező is befolyásolja (például bizonyítottan a hangsúlyos rövid Ŏ nem alakult kettőshangzóvá a palatális félhangzó [j], illetve [jt] > [t͡ʃ] előtt: HŎDIE > hoy, NŎCTE > noche), nem beszélve a későbbi, már a középspanyol korszakban bekövetkezett változásokról (o > u: IOCARI > jugar, SAPUI > *SAUPI > sope > supe; e, ie > i: CASTELLU > castiello > castillo, ET > e > y; ue > e: FRONTE > fruente > frente, stb.).
A fent részletezett magánhangzó-változások ellenére a spanyol magánhangzórendszer minőségében megőrizte a latin Ĕ – Ē, illetve Ŏ – Ō közötti különbséget, amelyet jól alátámasztanak a következő szópárokkal szemléltetett példák:
|  | - ZĒLU [ˈd͡zelu] > celo ’féltékenység’ - CÆLU [ˈt͡sɛlu] > cielo ’ég’ |  | - PŎPULU [ˈpɔpulu] > pueblo ’nép’ - PŌPULU [ˈpopulu] > pobo ’nyárfa’ |  | - SŎLU [ˈsɔlu] > suelo ’talaj’ - SŌLU [ˈsolu] > solo ’csak, egyedül’ |

#### Mássalhangzórendszer
A mássalhangzók és mássalhangzócsoportok hangtani fejlődése az újlatin nyelvekben nagy mértékben függött a hangkörnyezetüktől, vagyis a szavakban elfoglalt helyzetüktől (például szókezdő, szóvégi, magánhangzók közötti, magánhangzó és mássalhangzó közötti, kettőzött stb.). Ezek a változások kisebb-nagyobb mértékben minden újlatin nyelvben végbementek. A két legfontosabb változás a palatalizáció, vagyis jésítés (hanglágyítás) – amely különösképpen jellemző a spanyolra és kisebb mértékben a többi iberoromán nyelvre: szinte valamennyi, palatális elemet tartalmazó mássalhangzó-kapcsolat további jésítés hatására olyan hanggá egyszerűsödött, amely a latinban nem létezett – és a leníció, azaz a zöngétlen zárhangok szóközi zöngésülése, amellyel együtt járt a zöngétlen kettős mássalhangzók (gemináták) leegyszerűsödése (ún. degemináció). Ez utóbbi voltaképpen csak fonetikai és nem fonológiai jellegű változást jelentett, hiszen a hangok közötti fonológiai megkülönböztetés megmaradt. A jelenséget azzal magyarázzák, hogy a latinban a rövid és a hosszú mássalhangzók közötti eltérés lényegében az artikuláció feszessége volt (talán nem is túl szerencsés a „rövid” és „hosszú” elnevezés, hanem inkább a „lazább” és „feszesebb” ejtés a helyénvaló). A lazábban ejtett mássalhangzók tehát hajlamosak voltak magánhangzók között zöngésülni, és miután ez megtörtént, már nem volt szükség a feszesebben ejtett párjaik kettőzésére, hiszen azokat továbbra is zöngétlenül ejtették. Mindezek következtében a mássalhangzórendszer az alábbiak szerint alakult át (az átírásban az IPA jeleit használtuk):
Magánhangzók közötti zárhangok lágyulása
- /-p-/, /-t-/, /-k-/ > /-b-/ [β], /-d-/ [ð], /-g-/ [ɣ]: LUPO, VITA, APOTHECA > lobo, vida, bodega
- /-pp-/, /-tt-/, /-kk-/ > /-p-/, /-t-/, /-k-/: CAPPA, GUTTA, VACCA > capa, gota, vaca
- /-b-/ > /-b-/ [β]: CABALLU, STABAT > caballo, estaba
- /-d-/ > /-d-/ [ð], (e, i környezetében) [j] > ∅: HODIE, PEDE, SUDARE > hoy, pie, sudar
- /-g-/ > /-g-/ [ɣ], (e, i környezetében) [j] > ∅: A(U)GUSTU, REGALE > agosto, real

A /k/ és /g/ palatalizációja /e/ és /i/ előtt
- /ge/ > /je-/, (hangsúlytalan szótagban) > /e-/, /i-/: GELU, GENERU, GERMANU, GENUCULU, LEGENDA, REGES > hielo, yerno, hermano, hinojo, leyenda, reyes
- /gi/ > /j/ > e, i előtt ∅: FUGIO, CORRIGIA, PLAGIA > huyo, correa, playa
- /k/ + E, I > /t͡s/ > /s/ (Észak-Spanyolországban > /θ/ ): CÆLU, CELLA, VINCERE > cielo, celda, vencer
- Művelt áltvételekben: /ge/, /gi/ > /xe/, /xi/: GENTE, GIGANTE, ELIGERE > gente [ˈxente], gigante [xiˈɣante], elegir [eleˈxir]

A /kl/, /pl/, /fl/, /bl/, /gl/ leegyszerűsödése szókezdő és szóközi helyzetben
- /kl-/ > /kʎ-/ > /ʎ-/: CLAMARE > llamar
- /pl-/ > /pʎ-/ > /ʎ-/: PLAGA, PLANU, PLANCTU, PLANTAGINE, PLENU, APPLICARE, PLORARE, PLOVERE > llaga, llano, llanto, llantén, lleno, llegar, llorar, llover
- /fl-/ > /ʎ-/, /l-/, /fl-/: FLAMMA, FLACCIDU, FLORE > llama, lacio, flor
- /bl-/, /gl-/ > /l-/: BLASPHEMARE, GLATTIRE > lastimar, latir
- /-k’l-/, /-g’l-/ > /ʎ/ > /ʒ/ > /ʃ/ > /x/: OC(U)LU, COAG(U)LARE > ojo, cuajar
- /-p’l-/, /-pl-/ > /-bl-/, /-t͡ʃ-/: POPULU, AMPLIU > pueblo, ancho

A mássalhangzó+/j/ hasonulása
- /dj/, /gj/ > /j/ (> e, i előtt ∅): DEORSU, DESIDIU, HODIE, PLAGIA, CORRIGIA > yuso, deseo, hoy, playa, correa
- /lj/ > /ʒ/ > /ʃ/ > /x/: FILIU, MELIOR, MULIER > hijo, mejor, mujer
- /nj/ > /ɲ/: HISPANIA, MANEANA,  > España, mañana
- /kj/, /tj/ > /t͡s~d͡z/ > /s~θ/: PLATEA, SPERANTIA, FACIE > plaza, esperanza, faz

A réshangok alakulása
- /-s-/ > /-z-/ > /-s-/: CASA > casa [ˈkaza > ˈkasa]
- /-ss-/ > /-s-/: PASSU > paso [ˈpaso]
- /f-/ > /h-/ > ∅: FACERE, FERRU, FILU > hacer, hierro, hilo.
- /-f-/ > /-β-/: PROFECTU, RAPHANU > provecho [pɾoˈβet͡ʃo], rábano [ˈraβano]

A félhangzók eredményei
- /j/ + A > /j/: IAM, IACERE > ya, yacer
- /j/ + O, U > /ʒ/ > [ʃ] > /x/: IOCARI, IUNCTU, IOVIS > jugar, junto, jueves
- /w/ > /β/ > [b-, -β-]: VITA, OVU > vida [ˈbiða], huevo [ˈweβo]

A magánhangzók közötti „folyékony” hangok
- /-l-/, /-n-/, /-r-/ > /-l-/, /-n-/, /-ɾ-/: TELA, RANA, HORA > tela, rana, hora
- /-ll-/, /-nn-/, /-rr-/ > /-ʎ-/ (> [ʝ]), /-ɲ-/, /-rr-/: BELLU, ANNU, TERRA > bello, año, tierra

Szóközi mássalhangzócsoportok palatalizációja
- /ct/, /lt/ > /jt/ > /t͡ʃ/: DICTU, PECTU, A(U)SCULTARE, MULTU > dicho, pecho, escuchar, mucho
- /-gn-/ [ŋn] > /ɲ/: INSIGNARE, LIGNA > enseñar, leña
- /-m’n-/ > [mr] > /mbr/: HOMINE, NOMINARE > hombre, nombrar
- /-n’m-/ > /lm/: ANIMA > alma
- /-ps-/ > /-s-/, /-ʃ-/ > /-x-/: IPSE, CAPSA > ese, caja
- /-ks-/ > /-ʃ-/ > /-x-/: AXE, EXEMPLU, MAXILLA > eje, ejemplo, mejilla

Amint a felsorolt törvényszerűségekből látható, számos – eredetileg palatális elemet (főként [l, j, s]-t) tartalmazó – hangcsoport /ʃ/ hanggá, majd a hátul képzett /x/ hanggá alakult; ez az újítás a spanyolt élesen megkülönbözteti valamennyi újlatin nyelvtől.

### Egyéb kérdések
A fent tárgyalt (statisztikai jellegű) hangtani átalakulásokon túl nem szabad megfeledkezni egy lényeges szempontról: egy nyelv szavainak – pontosabban fogalmazva hangalakjainak – alakulását nem kizárólag a fonetikai fejlődés határozza meg. A valós helyzet nem ennyire egyszerű, mondhatni minden egyes szónak megvan a maga története. A teljes fonetikai átalakulás ugyanis csak a mindennapi életben használt szavakban, vagyis az alaprétegben ment végbe, a művelt nyelvhasználat által meghonosított vagy átvett szavakban nem. Ez, és még sok más körülmény meghatározhatja egy-egy szó jelenlegi alakját a spanyolban.

#### A népies és a művelt nyelvhasználat
Azok a spanyol szavak, amelyekben a fonetikai átalakulások nem vagy csak csak „félig” történtek meg, a művelt nyelvhasználat befolyásának köszönhetően őrizték meg az eredeti latin alakot: nyilvánvalóan (mint bármely más nyelv esetében) egy új nyelv kialakulása mindig valamely népies nyelvhasználatnak köszönhető, amely a szókincs legalapvetőbb rétegét érinti.
A spanyolban a történeti nyelvészet megkülönböztet művelt átvételt (cultismo) és félművelt átvételt (semicultismo). Művelt átvétellel a klasszikus nyelvekből – jelen esetben közvetlenül a latinból vagy a görögből – az írott nyelv közvetítésével átvett (részben tudományos) szavak honosodtak meg, amelyek többé-kevésbé megőrizték az eredeti latin alakot: például cultura (és nem *cochura), página (és nem *[ˈpajna] > *pena). Sok esetben egy-egy szó mindkét módon bekerül a nyelvbe: népies úton is (a hangtani változásokat elszenvedve), majd művelt úton is, különböző jelentésekkel. Ezt jól példázza a latin INTEGRARE, amely a spanyolban három különböző alakban is megtalálható: entregar (’átadni’ jelentésben), enterar (’értesíteni, tudatni’ jelentésben), illetve a művelt alak, az integrar (’egyesít, egyesül’ jelentésben). Félművelt átvétellel olyan szavak honosodtak meg, amelyek ugyan elindultak a fonetikai fejlődés útján, de a művelt nyelvhasználatra való törekvésnek köszönhetően nem ment végbe a teljes átalakulás: például lat. SÆCULO (sieglo >) siglo (és nem *siejo, amelyet a teljes hangtani fejlődés eredményezett volna). (Lásd még a szókincs átvétel módja szerinti csoportosításáról szóló szakaszt.)

#### A ladino nyelvváltozat
Külön említést érdemel a középkori Spanyolországból kiűzött zsidók spanyol nyelvváltozata, a ladino, amely archaikus fokon őrizte meg a 15. századi kasztíliai kiejtést. Ennek megfelelően – bár az elszigetelt nyelvi fejlődés miatt természetesen vannak újításai – a ladinóban nem ment végbe a fonetikai fejlődés második szakasza. Így például a mujer szó még ma is [muˈʒer]-nek hangzik szemben a modern spanyol [muˈxer]-rel.

## Szókincs
A spanyol szókincset eredete szerint a nyelvi fejlődés szakaszainak megfelelően alapvetően három rétegre lehet bontani:
- római kor előtti (preromán) származékok: az ibériai őslakosság – jószerivel ismeretlen – nyelveinek nyomai, valamint kelta átvételek,
- római kori (latin) szókincs (a legjelentősebb réteg), illetve
- római kor utáni (poszt-román) átvételek.

### A preromán idők
A római hódítók érkezése (i. e. 3. század) előtti időkben az Ibériai-félszigetet számos primitív civilizáció (ibérek, kelták, baszkok stb.) lakta, akik a föníciaiakkal, karthágóiakkal, illetve a görögökkel álltak kereskedelmi kapcsolatban. Az ibériai őslakosság nyelveiről nem sokat tudni. A terület nyelvtörténetileg két részre osztható: a keleti felén, a Földközi-tenger partjai mentén (a görög kivételével) nem indoeurópai, a nyugati felén indoeurópai (főleg kelta) nyelveket beszéltek. E nyelvekből, a helységneveken kívül csak néhány szó származik a spanyolban, többnyire kelta vagy baszk eredetűek: például barra (rúd, léc), izquierda (bal) stb. Ezen kívül számos spanyol vezetéknév baszk eredetű.

### A rómaiak érkezése
A spanyol nyelv tulajdonképpeni történelme a Római Birodalomban, közelebbről a birodalom Hispania tartományában beszélt vulgáris latinnal kezdődik, amelyet a római hódítók vittek a félszigetre. Mivel a spanyol gyakorlatilag ezen latin nyelvjárások modern folytatása, nem meglepő tehát, hogy innen származik a teljes szókincs közel 90, a mindennapi életben használt szavaknak pedig több mint 95%-a.

### A birodalom széthullása után
A Római Birodalom bukását (5. század) követően a latin hatása lassan gyengülni kezdett. A germán (nyugati gót) megszállással a katonáskodással kapcsolatos szavak kerülnek a nyelvbe, mint például maga a guerra (háború) szó, és ennek származékai, illetve jelentős számú germán személynév. Az ezt követő, a 8. századtól kezdődő több száz éves (a legtovább Granadában, 1492-ig tartó) arab (mór) uralom erős hatást gyakorol a hispániai latinra, közel 4000 arab szóval gazdagítva a spanyol szókincset az élet minden területéről. Az arab hatás annyira erős volt, hogy még a nyelvtani szókincsben is nyomot hagyott (innen származik például az hasta „-ig; sőt, még” határozószó).
Természetesen nem szabad szem elől téveszteni a spanyol nyelv újvilági elterjedését sem, amely számos indián elemmel gazdagította a nyelvet (erről részletesen lásd a vonatkozó szakaszt).

## Az Amerikába vitt spanyol nyelv

### A gyarmatosítás és a spanyol nyelv elterjedése

Spanyol nyelvterületek

Amikor 1492. október 12-én Kolumbusz Kristóf (Cristóbal Colón) a kis Guanahaní-szigetre érkezett, rendkívüli történelmi eseménysorozat vette kezdetét a spanyol nyelv számára. A Spanyol Birodalom terjeszkedésével a nyelv átvitele is rövid idő alatt hatalmas területre terjedt ki: különféle keveredési folyamatok indultak el, amelyek örökre megbélyegezték a sorsát. Amerika Spanyolországba való beolvasztása az Antilláknál kezdődött. 1519 és 1521 között meghódították Mexikót (Új-Spanyolország), 1531 és 1533 között pedig Perut, amelyek a két legfontosabb spanyol alkirálysággá váltak, letéve a spanyol nyelvű Újvilág alapjait. A spanyol nyelv amerikai elterjedése alapvetően három szakaszra bontható: 1) a spanyolok betelepedése, gyarmatok alapítása; 2) a gyarmatok megszilárdulása (a 18. század végéig), a latin-amerikai nyelvjárások kialakulása; 3) függetlenedés és nacionalizmus: az új nemzeti nyelvi normák megszületése (20. század).
A spanyol benépesítők az anyaország különböző területeiről érkeztek, és különböző társadalmi osztályokhoz tartoztak. Kezdetben egyszerű falusi emberek voltak, köztük kevés nemessel, majd az egymást követő gyarmatosítási hullámokban ez az arány megváltozott (ezzel magyarázhatóak a különböző területek közötti kiejtésbeli különbségek). Az első szakaszban, a 16. század folyamán 250–300 000 gyarmatosító indult el Spanyolországból, többségében déli (andalúziai) származásúak. A következő két században jelentősen megnőtt a bevándorlás: a 17. században mintegy 380 000 ember, többségében kasztíliaiak, aragóniaiak, katalánok és valenciaiak, majd a 18. században galiciaiak, baszkok és Kanári-szigetekiek érkeztek az Újvilágba.
A nyelv rohamos terjedését jellemzi, hogy a 19. század elején Amerika spanyolul beszélő lakossága valamivel több mint hárommilliós volt, napjainkra ez a szám csaknem százszorosára növekedett, vitathatatlanul áthelyezve a spanyol ajkú népesség súlypontját Spanyolországról Amerikára.

### Az amerikai nyelvváltozatok kialakulása

A Spanyol Nyelvközösség (Hispanidad) zászlója

A középkori Spanyolországban a gyarmatosítás kezdeti időszakában 3 nyelvi norma volt érvényben: a konzervatív kasztíliai, a toledói (amely hamar hanyatlásnak indult), és az újító sevillai, amely Amerika nyelvhasználatát nagy mértékben meghatározta (hiszen, ahogy az előzőekben szó volt róla, a gyarmatosítók többsége délről érkezett). A sevillai norma lényegében abban különbözött a konzervatív északi normától, hogy a középkori spanyol c, ç és z hangokat nem c-nek [t͡s] és dz-nek, hanem sz-nek [s] ejtették: ez az ejtésmód terjedt el Amerikában is, míg ugyanez idő alatt a kasztíliai norma is leegyszerűsödött: a [t͡s] és [d͡z] szintén kiveszett, és átalakult a mai spanyolországi th-szerű [θ] ejtésmódra (lásd az vonatkozó részben).
A gyarmatosítók származásának megfelelően Spanyolországéhoz hasonlóan Amerika nyelvhasználatában is két fő nyelvi norma alakult ki: a déli típusú („andaluzista”), valamint a konzervatív északi típusú. Az utóbbi terjedt el az alkirályságok központjaiban (Mexikó, Peru) a hivatalnokok, udvaroncok, illetve a Spanyolország középső és északi részéről érkező bevándorlók befolyásának következtében. Ennek tudható be a mexikóiak és a peruiak „tiszta”, érthető kiejtése, szemben az Antillák, Dél-Amerika északi partjai, illetve az argentinok, uruguayiak és chileiek kiejtésével, amely az andalúziai nyelvjárásokat tükrözi (a szó- és szótagvégi s gyengülése/aspirálása vagy elnémulása, a zöngés zárhangok – főleg a d – elnémulása az utolsó szótagban és a szó végén, stb.).
Természetesen az őslakos indián nyelvek hatása is jelentős volt az amerikai spanyolra, főként a szókincsben hagyott mély nyomokat, de kisebb mértékben a kiejtésre és a hanglejtésre is hatással volt, főleg a legelszigeltebb területeken. Külön említést érdemel Argentína – alapvetően szintén az andalúz nyelvjáráson alapuló – nyelvhasználata, a rioplatense, amelynek hangtani sajátosságai – többek között – az olasz nyelv hatásának köszönhetőek.

### Az Amerikában beszélt spanyol főbb sajátosságai
Igazából a cím megtévesztő, mivel a latin-amerikai nyelvi sajátosságok eleve nem kizárólagosak: hiszen minden ottani változat Spanyolországból származik. Egyik legfőbb nyelvtani sajátosság (a hangtani eltéréseket az előzőekben már tárgyaltuk), hogy spanyolországi többes szám második személyű vosotros, vosotras; vuestro, vuestra, vuestros, vuestras; os névmások és az ennek megfelelő igealakok helyett – akárcsak Andalúzia bizonyos részein és a Kanári-szigeteken – a többes szám harmadik személyű ustedes; se, sí; los, las; les; su, sus, suyo, suya, suyos, suyas névmások használatosak a „ti” („titeket, nektek, tiétek” stb.) jelentésében is az ennek megfelelő többes szám harmadik személyű igealakokkal. Dél- és Közép-Amerika bizonyos területein fennmaradt a régi spanyol vos névmás, „te” jelentésben, amelyet a többes szám második személyű igegalakkal vagy módosult formájával használnak (részletesen lásd: voseo). További említésre méltó nyelvtani jellegű eltérés, hogy az igeragozási rendszerben az amerikai nyelvhasználatban gyakran csak az egyszerű befejezett (vagy elbeszélő) múlt (pretérito perfecto simple vagy indefinido) használatos olyan esetekben is, amikor Spanyolországban a befejezett (közel-) múltat (pretérito perfecto compuesto) használják (részletesen lásd a spanyol igeragozásról szóló szócikket).

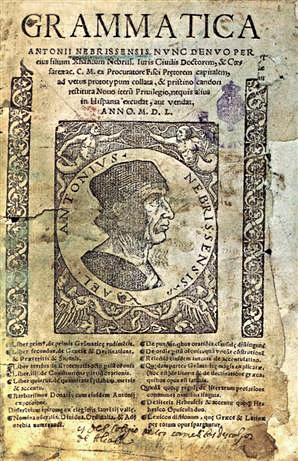
Az 1492-es Grammatica fedlapja

## Az első modern európai nyelvtan
Az első spanyol nyelvtankönyvet egy andalúz grammatikus, Antonio de Nebrija készítette 1492-ben Salamancában, amelynek címe (latinul) Grammatica – spanyolul Gramática Castellana – volt. Ennek köszönhetően – jóllehet, a nyelvhasználat, költészet szabályait rögzítő művek már előtte is voltak – a modern európai nyelvek közül a spanyol volt az első, amelynek hivatalosan írásban rögzítették a nyelvtani szabályait, megtéve a kezdő lépést egy vulgáris latin nyelvváltozat sztenderdizálásához és hivatalossá tételéhez. Amikor Nebrija a könyvet bemutatta Kasztíliai Izabella királynőnek, a felség és közte a következő párbeszéd zajlott le:

–¿Para qué quiero una obra como esta si ya conozco el idioma?
No és mire volna jó ez a könyv nekem, aki ismeri a nyelvet?
–Señora, la lengua es el instrumento del Imperio.
Úrnőm, a nyelv a birodalom eszköze.

## A Spanyol Királyi Akadémia és a nyelv szabályozása

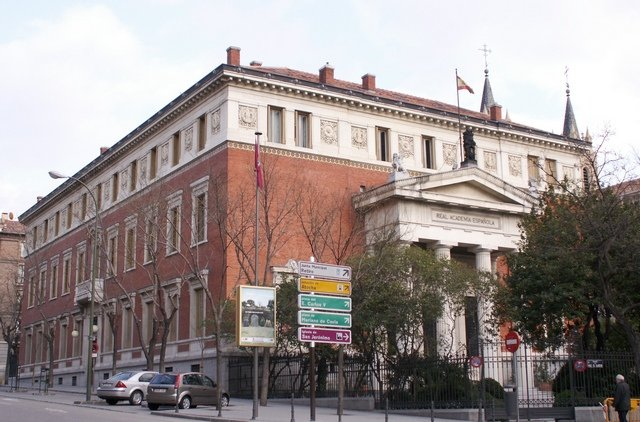
Az Akadémia székhelye Madridban

A nyelv szabályozására 1713-ban megalakult a Spanyol Királyi Akadémia (Real Academia Española, RAE), amely a Spanyol Nyelvi Akadémiák Egyesületén (Asociación de Academias de la Lengua Española, ASALE) keresztül – az egyes spanyol ajkú országokban 1871 és 1973 között létrejött társakadémiákkal együttműködve – szótárak és nyelvtanok kiadásával, nemzetközi nyelvi konferenciák megrendezésével, normatív szabályozással folyamatosan küzd a spanyol nyelv egységességéért és tisztaságáért. (Előkészületben lévő legújabb kiadványuk a Nueva gramática de la lengua española (Új spanyol nyelvtan), amely már DVD mellékletet is tartalmaz multimédiás oktatóprogrammal, kiejtési, nyelvjárási példákkal.)
E szabályozásnak köszönhetően a spanyol nyelv világszerte egységes helyesírással rendelkezik, s a nyelvjárásbeli eltérések az óriási távolságok ellenére sem okoznak különösebb gondot abban, hogy a közel 400 millió spanyol anyanyelvű megértse egymást.

## Külső hivatkozások
- (spanyolul) Real Academia Española (RAE)
- (spanyolul) Asociación de Academias de la Lengua Española (ASALE)
- (spanyolul) Diccionario de la lengua española (DRAE)
- (spanyolul), (katalánul) Linguaweb – spanyol-katalán nyelvészeti fórum
- (angolul) Spanyol nyelvlecke latinul tudóknak (magánoldal)